# 蛇头犬
蛇头犬（英语：Snake-Headed Dog）又称蛇犬（Snake Dog ）是指1996年在美国出现的一只神秘动物。1996年5月24日，目击者希拉·查尔斯（Sheila Charles）驱车载着儿子Shane前往加利福尼亚州馬加利亞 (加利福尼亞州)的学校。在途中看见一只长4-5英尺，脖子长度为24-30英寸，类似蛇的头部，毛茸茸的黑色皮毛，没有尾巴，后肢较长而前肢较短的奇怪动物。这只动物突然出现在希拉·查尔斯的面前并几乎引发一场车祸。《UFO News World Report》之后就此事进行报道，而另一名在希拉·查尔斯后方司机证实了此事，并表示同样看见蛇头犬。英国动物学与神秘动物学家卡尔·舒克博士在他2010年出版的著作《 Karl Shuker's Alien Zoo: From the Pages of Fortean Times》一书收录了此事。
目前对于蛇头犬有数种被提出的理论，例如：狐鼬、鬣狗、患有毛囊虫病的野生动物，一只黑色苏俄牧羊犬甚至是幸存的蜥脚类恐龙。